# Сычёвский уезд
Сычёвский уезд — административная единица в составе Смоленского наместничества и Смоленской губернии, существовавшая в 1775—1928 годах. Центр — город Сычёвка.

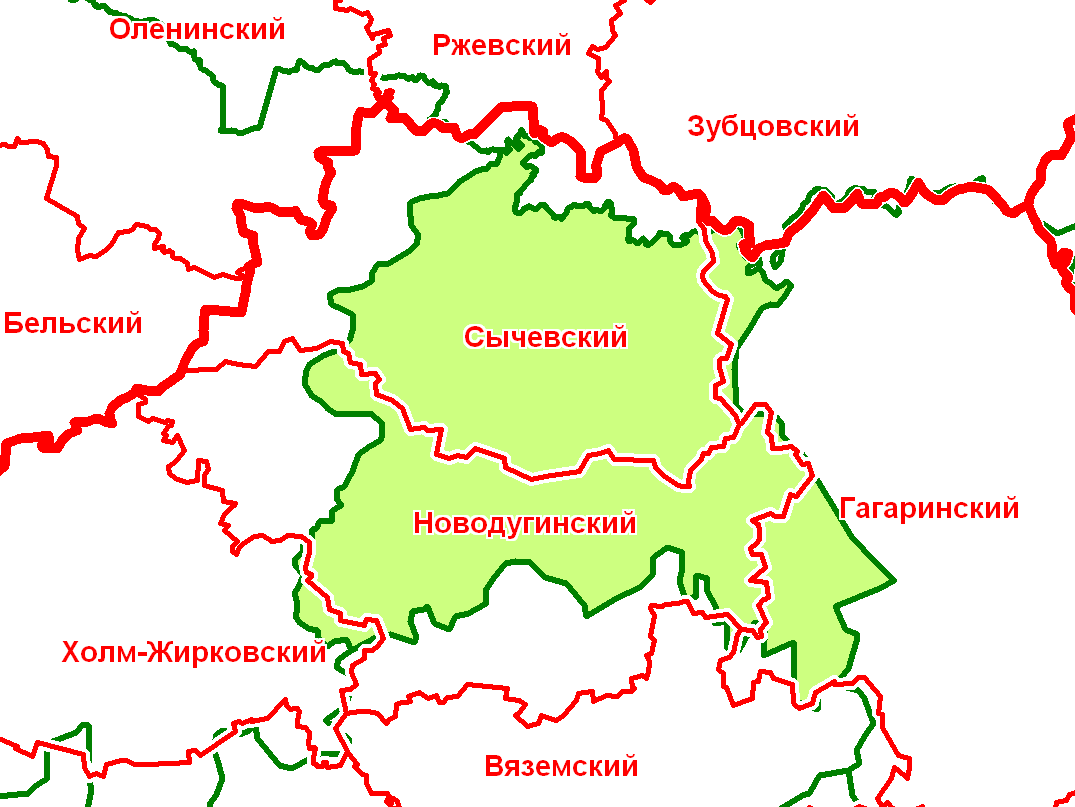
Сычевский уезд в современной сетке административных районов

## История
Сычевский уезд в составе Смоленского наместничества был образован в 1775 году в ходе административной реформы Екатерины II. В 1796 году отнесён к Смоленской губернии.
В 1928 году уезд был упразднён.

## Население
По данным переписи 1897 года в уезде проживало 100,7 тыс. чел. В том числе русские — 99,7 %. В городе Сычёвке проживало 4773 чел.

## Административное деление
В 1890 году в состав уезда входило 27 волостей
| № п/п | Волость                  | Волостное правление | Число селений | Население |
| ----- | ------------------------ | ------------------- | ------------- | --------- |
| 1     | Баскаковская             | с. Баскаково        | 43            | 8812      |
| 2     | Бехтеевская              | с. Бехтеево         | 68            | 6814      |
| 3     | Богдановская             | с. Богданово        | 12            | 1605      |
| 4     | Богоявленская            | с. Богоявленск      | 30            | 4331      |
| 5     | Васильевская             | д. Первитино        | 8             | 757       |
| 6     | Волочковская             | с. Волочек          | 18            | 2311      |
| 7     | Воскресенская            | с. Воскресенское    | 33            | 5680      |
| 8     | Гривская                 | с. Грива            | 36            | 3739      |
| 9     | Егорьевская              | с. Егорье           | 12            | 1616      |
| 10    | Жерновская               | с. Жерновка         | 30            | 3944      |
| 11    | Зубакинская              | д. Зубакино         | 25            | 4383      |
| 12    | Ивановская               | с. Ивановское       | 38            | 4799      |
| 13    | Короваевская             | с. Короваево        | 37            | 2846      |
| 14    | Кравцовская              | д. Печуры           | 16            | 1373      |
| 15    | Курашевская              | с. Кураши           | 28            | 2544      |
| 16    | Липецкая                 | д. Медведки         | 16            | 1357      |
| 17    | Мальцевская              | д. Конная           | 12            | 8191      |
| 18    | Милюковская              | д. Медведева        | 30            | 3091      |
| 19    | Мольгинская              | с. Мольгино         | 41            | 3366      |
| 20    | Никитская                | с. Никиты           | 58            | 4968      |
| 21    | Писковская               | с. Писково          | 50            | 7046      |
| 22    | Соколино-Субботниковская | с. Субботино        | 62            | 5524      |
| 23    | Спасская                 | с. Спасское         | 27            | 3936      |
| 24    | Торбеевская              | с. Торбеево         | 19            | 2570      |
| 25    | Тесовская                | с. Тёсово           | 22            | 3341      |
| 26    | Хотьковская              | с. Хотьково         | 42            | 3506      |
| 27    | Ярыгинская               | с. Ярыгино          | 46            | 5563      |

В 1913 году в уезде было 24 волости: упразднены Богдановская, Васильевская, Липецкая волости.
К 1926 году волостей стало 5: Артёмовская (центр — г. Сычёвка), Ассуйская (центр — с. Нащекино), Воскресенская, Липецкая, Тесовская.